# Kennedy Redding
Kennedy Redding, coniugata Eschenberg (4 aprile 1998), è un'ex pallavolista statunitense, nel ruolo di centrale.

## Biografia
Nel 2018 sposa Zach Eschenberg, anche lui pallavolista della Brigham Young.

## Carriera

### Club
La carriera di Kennedy Redding inizia nei tornei scolastici dello Utah, giocando per la Bountiful HS, mentre a livello giovanile si disimpegna con il Club V. Gioca poi a livello universitario con la Brigham Young, in NCAA Division I: dopo aver saltato l'annata 2016, gioca per le Cougars fino al 2021.
Appena conclusa la carriera universitaria, nel gennaio 2022 firma il suo primo contratto professionistico in Germania, partecipando alla seconda parte della 1. Bundesliga 2021-22 con l'Erfurt; al termine dell'annata si ritira dalla pallavolo giocata.

## Palmarès

### Premi individuali
- 2020 - All-America Third Team